# The Crown Jewels EP
The Crown Jewels EP é o segundo extended play da cantora e compositora Marina and the Diamonds. O EP foi lançado digitalmente em 01 de junho de 2009 e lançado na versão standard em 22 de junho de 2009.  A arte da capa foi desenhado por Cristiana Couceiro. A obra de arte mostrada é para a edição digital, a edição física teve a capa semelhante, mas diferente.  "I Am Not a Robot" também é destaque em seu álbum de estréia, The Family Jewels. 

## Lista de faixas
| Versão Standard |                    |                         |                |         |  |
| N.º             | Título             | Compositor(es)          | Produtor(es)   | Duração |  |
| 1.              | "I Am Not a Robot" | Marina and the Diamonds | Liam Howe      | 4:22    |  |
| 2.              | "Seventeen"        | Marina and the Diamonds | Liam Howe      | 3:05    |  |
| 3.              | "Simplify"         | Marina and the Diamonds | Martin Craft   | 2:26    |  |
| Duração total:  | Duração total:     | Duração total:          | Duração total: | 9:53    |  |

| Versão Digital |                                               |                         |                |         |  |
| N.º            | Título                                        | Compositor(es)          | Produtor(es)   | Duração |  |
| 4.             | "I Am Not a Robot" (Starsmith 24 Carat Remix) | Marina and the Diamonds | Liam Howe      | 5:18    |  |
| Duração total: | Duração total:                                | Duração total:          | Duração total: | 15:11   |  |

## Histórico de lançamento
| Região      | Data                | Gravadora         | Formato          |
| ----------- | ------------------- | ----------------- | ---------------- |
| France      | 29 de Maio de 2009  | 679               | Digital download |
| Italia      | 29 de Maio de 2009  | 679               | Digital download |
| Espanha     | 29 de Maio de 2009  | 679               | Digital download |
| Reino Unido | 1 de Junho de 2009  | Neon Gold Records | Digital download |
| Reino Unido | 22 de Junho de 2009 | Neon Gold Records | CD               |